# Erigleninae
Erigleninae – podrodzina błonkówek z rodziny obnażaczowatych.

## Zasięg występowania
Przedstawiciele tej podrodziny występują w krainie neotropikalnej.

## Systematyka
Do Dielocerinae zalicza się 34 gatunki zgrupowae w 4 rodzajach:
- Eriglenum
- Neurogymnia
- Sericoceros
- Subsymmia